# Drapieżnica rogata
Drapieżnica rogata (Theraphosa apophysis) – gatunek pająka z infrarzędu ptaszników i rodziny ptasznikowatych. Zamieszkuje północną Amerykę Południową.

## Taksonomia
Gatunek ten opisany został po raz pierwszy w 1991 roku przez Andreasa Tintera pod nazwą Pseudotheraphosa apophysis. Jako lokalizację typową wskazano okolice Roraima Tepui w wenezuelskim stanie Bolívar. Tinter zdecydował się na umieszczenie gatunku w monotypowym rodzaju Pseudotheraphosa, pomimo jego podobieństwa do Theraphosa blondi, ze względu na obecność u samców apofiz (haków) goleniowych (do nich także nawiązuje nadany epitet gatunkowy). W 2001 roku Rogério Bertani za pomocą analizy kladystycznej potwierdził siostrzaną relację omawianego gatunku z T. blondi i na tej podstawie zsynonimizował Pseudotheraphosa z rodzajem Theraphosa.

## Morfologia
Ptasznik ten dorasta do 11 cm długości ciała (w przypadku samic) i ponad 30 cm rozstawu odnóży, co czyni go wraz z ptasznikiem goliatem największym przedstawicielem infrarzędu. Osobniki młode mają ubarwienie szarobrązowe z kremowymi znakami na stopach i nadstopiach wszystkich par odnóży, czym różnią się od T. stirmi, która ma je tylko na dwóch pierwszych parach odnóży oraz T. blondi, która nie ma ich wcale. Z wiekiem pająki brązowieją. Wyrośnięte osobniki są brązowe do kawowobrązowych z pomarańczowobrązowym do rudobrązowego owłosieniem. U dorosłych samców na prosomie, szczękoczułkach oraz częściowo odnóżach pojawia się fioletowy połysk metaliczny. Aparat strydulacyjny obecny jest między nogogłaszczkami i biodrami pierwszej pary oraz między nimi a biodrami drugiej pary. Rzepki zaopatrzone są w długie, pozakrzywiane włoski. Samce wyróżniają się na tle rodzaju obecnością haków na goleniach odnóży przedniej pary, do czego nawiązuje epitet nazwy zwyczajowej "rogata". 

## Ekologia i występowanie
Gatunek neotropikalny, występujący na północy Ameryki Południowej, w północnej i środkowej części Amazonii. Znany jest ze wschodniej Kolumbii, stanów Bolívar i Amazonas w Wenezueli oraz stanu Amazonas w Brazylii. W przeciwieństwie do pozostałych gatunków z rodzaju T. apophysis oprócz bardzo wilgotnych lasów deszczowych zasiedla także suchsze rejony z lasami o drzewach częściowo zrzucających liście.
Ptasznik naziemny. Bytuje w samodzielnie wykopanych i częściowo wyściełanych pajęczyną norkach, dochodzących do metra głębokości. Poluje u wylotu nory na bezkręgowce i małe kręgowce. Okres rozrodczy rozpoczyna się po zakończeniu pory deszczowej, zwykle w październiku, i trwa do grudnia. W tym czasie samce opuszczają nory i wędrują w poszukiwaniu samic. Do kopulacji dochodzi przed norą samicy. Od dwóch do trzech miesięcy później samica powiększa norę, zasklepia jej otwór przędzą i produkuje kokon jajowy, który zabezpiecza przez pokrycie włoskami parzącymi z odwłoka.

## Hodowla
Dla dorosłego pająka wymagane jest terrarium o wymiarach 45×35×25 cm lub większe, wyposażone w grubą warstwę podłoża i dobrą wentylację. Zaleca się utrzymywanie wilgotności na poziomie 70–75% oraz temperatury 23–28°C. Rozmnażanie jest trudne z uwagi na częste zjadanie kokonu jajowego przez samicę. Jaj w kokonie jest do około 200. Gatunek cechuje się impulsywnym temperamentem i często reaguje na zaniepokojenie wyczesywaniem włosków parzących z odwłoka.